# Bourg-Bruche
Bourg-Bruche è un comune francese di 448 abitanti situato nel dipartimento del Basso Reno nella regione del Grand Est.
Nei suoi pressi vi sono le sorgenti del fiume Bruche.

## Società

### Evoluzione demografica
Abitanti censiti